# Système Ibérique
Le système Ibérique, ou monts Ibériques, est une chaîne de montagnes d'altitude moyenne qui borde au nord-est le plateau central d'Espagne. Ses sommets les plus importants sont le Moncayo (2 314 mètres), le mont San Lorenzo (2 271 m), le pic d'Urbión (2 228 m), le pic de Javalambre (2 020 m) ou celui de Peñarroya (2 024 m). C'est dans ceux-ci que naissent des fleuves tels que le Duero, le Tage, le Turia, le Júcar ou le Cabriel. Ce système sépare la meseta centrale de la dépression de l'Èbre et de la côte méditerranéenne au nord-est.

## Paysages et climats
Au nord-ouest, les sierras de la Demanda et d'Urbión portent quelques marques d'érosion d'anciens glaciers et présentent de profondes vallées. L'humidité est assez élevée dans les parties centrales et occidentales en raison d'une forte exposition aux perturbations venant de l'Atlantique. L'enneigement hivernal est tenace au-dessus de 1 500 m.
La végétation reflète le mélange des influences océanique (chênes à feuilles caduques, hêtres, pâturages verdoyants), continentale (pins sylvestres) et méditerranéenne (chênes verts). Près des sommets on observe aussi la présence de l'altimontain pin à crochets.
Au nord, relief vigoureux et isolé au sommet rocheux, la sierra del Moncayo est aisément reconnaissable dans l'horizon (depuis les Pyrénées par temps clair). Moins exposée aux perturbations d'ouest, Moncayo voit s'estomper les traits océaniques (pas de hêtres, prédominance des pins). L'altitude aidant, sa partie sommitale est toutefois très rude et bien enneigée en hiver.
Au nord-est, les montagnes Ports de Tortosa-Beseit constituent un massif montagneux très abrupt, la continuation naturelle du Maestrat de Castellon et de Teruel.
Au centre, les petites sierras de Solorio, Vicort, Santa Cruz, Cucalon, San Just, Menera, Palomera… sont encore plus sèches, faiblement enneigées et, en été, torrides. Plateaux et collines sont localement entaillés de superbes canyons (rio Martín…). Les parties planes sont souvent consacrées à la culture de céréales, tandis que sur les pentes alternent pâturages pauvres (ovins) et garrigues à chêne vert ou pin.

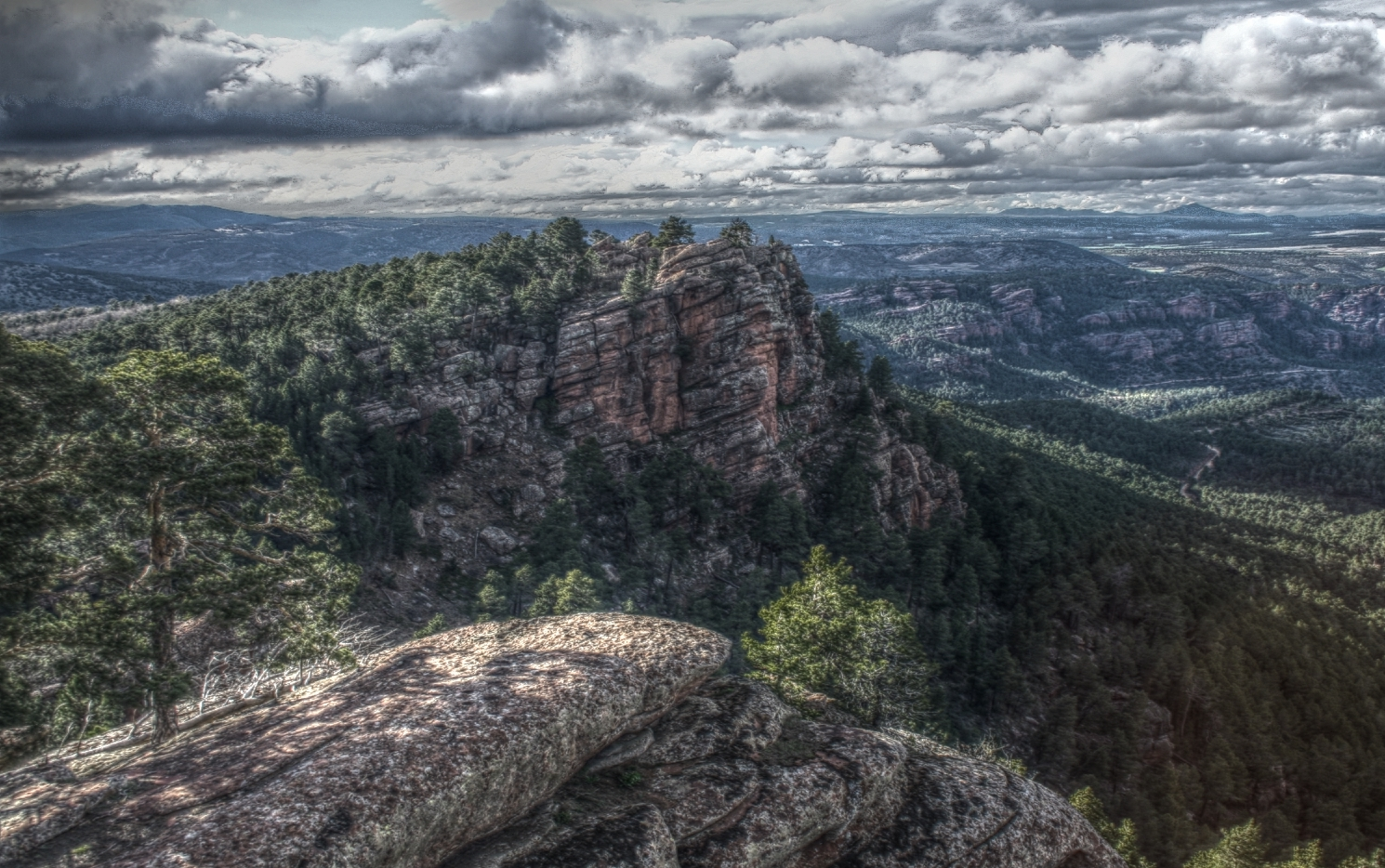
Vue de la sierra de Albarracín.

Au sud-ouest, l'alto Tajo, la serranía de Cuenca, les Montes Universales et la sierra de Albarracín retrouvent une ouverture face aux perturbations océaniques et la pluviométrie remonte. Cette partie est également plus élevée donc plus rude. De vastes plateaux couverts de pins, parsemés de dolines et diverses curiosités géologiques, voient naître de nombreux cours d'eau (dont le fleuve Tajo) qui s'enfoncent en canyons vers la périphérie. La ville fortifiée d'Albarracín occupe l'un d'eux.
Enfin au sud-est les sierras de Javalambre et Gudar-Maestrazgo se distinguent nettement l'une de l'autre. Javalambre présente des allures lunaires, insolites bosses sommitales, dolines, le tout glissant doucement en direction de la mer, et au contraire s'effondrant abruptement sur le versant occidental (dépression de Teruel et canyon du Rio Turia). Gudar et le Maestrazgo constituent un enchevêtrement assez complexe de plis, coupés au nord par l'étonnant réseau de canyons du rio Guadalope et de ses affluents. Les pentes modérées portent les traces des anciennes cultures en terrasse, sur des superficies particulièrement importantes. À 1 700 mètres d'altitude, le village de Valdelinares est le plus haut de la péninsule ibérique. Le climat de ces régions est peu affecté par les flux océaniques, mais très exposé aux perturbations méditerranéennes, plus rares mais parfois intenses. Les sommets (vers 2 000 m) sont durablement enneigés en hiver.